# Selección femenina de balonmano de las Islas Feroe
La selección femenina de balonmano de las Islas Feroe es el equipo femenino de las Islas Feroe.
En junio de 2017, el equipo avanzó por primera vez de la fase de clasificación 1 a la fase 2 de la clasificación del Campeonato de Europa de balonmano femenino, cuando ganó los dos partidos de su grupo en la clasificación del Campeonato Europeo de Balonmano Femenino de 2018 que fueron contra Grecia y Finlandia.

## Jugadoras

### Equipo actual
La plantilla actual, a junio de 2017:
- Anna Brimnes
- Kristianna Henneberg Joensen
- Turið Arge Samuelsen
- Bjarta Johansen
- Ninna Katrin Johansen
- Siw Matras Larsen
- Pernille Brandeburgo
- Tóra Eliasen
- Anja Eliasen
- Marjun Falkvard Danberg
- Daniella Joensen
- Bára Krossteig Hansen
- Tomma Petersen
- Petersen
- Ásleyg Súnadóttir